# Xylopolia fulvirenforma
Xylopolia fulvirenforma är en fjärilsart som beskrevs av Chang 1991. Xylopolia fulvirenforma ingår i släktet Xylopolia och familjen nattflyn. Inga underarter finns listade i Catalogue of Life.